# Хейнеман, Лори
Лори Хейнеман (англ. Laurie Heineman; род. 4 августа 1948, Чикаго, Иллинойс) — американская актриса. Хейнеман выиграла Дневную премию «Эмми» за лучшую женскую роль в 1978 году за роль в мыльной опере «Другой мир». На большом экране она известна по роли в фильме 1973 года «Спасите тигра». Кроме этого Хейнеман играла в мыльной опере «Как вращается мир» и появилась в сериалах «Закон и порядок», «Супруги Харт» и «Лу Грант». В последние годы она была в основном активна на бродвейской сцене, где сыграла во многих пьесах.

## Мыльные оперы
- 1961—1966 — Как вращается мир / As the World Turns
- 1975—1977 — Другой мир / Another World